# International Centre of Insect Physiology and Ecology
International Centre of Insect Physiology and Ecology, ICIPE, icipe (pl. Międzynarodowe Centrum Fizjologii i Ekologii Owadów) – międzynarodowy naukowy instytut badawczy z siedzibą w Nairobi w Kenii. Działa na rzecz poprawy jakości życia ludności Afryki poprzez prowadzanie badań z różnych dziedzin biologii, ze szczególnym uwzględnieniem stawonogów. Jest obecnie jedynym instytutem w subsaharyjskiej Afryce specjalizującym się w tej grupie zwierząt.

## Historia i cele
Założony został 1970 roku przez znanego kenijskiego entomologa, Thomasa R. Odhiambo, przy ogromnym wsparciu Carla Djerassi'ego, profesora chemii z Stanford University, pod pierwotną nazwą International Centre of Insect Physiology and Endocrinology (pl. Międzynarodowe Centrum Fizjologii i Endokrynologii Owadów). Sponsorami instytutu zostało 21 akademii naukowych.
Obecnie na personel centrum składa się 288 osób. Współpracuje ono z około 200 innymi instytutami badawczymi i uniwersytetami z całego świata.
Działalność instytutu skupia się na zrównoważonym rozwoju, za podstawę uznając 4 paradygmaty (tzw. 4-H): Human Health (zdrowie człowieka), Animal Health (zdrowie zwierząt), Plant Health (zdrowie roślin) oraz Environmental Health (zdrowie środowiska). Prowadzi badania mające na celu rozwiązanie takich problemów afrykańskiej społeczności jak: ubóstwo, wysoka zachorowalność, niska wydajność rolnictwa i degradacja środowiska.

## Wydziały
W skład ICIPE wchodzą dwa wydziały specjalistyczne:
Behavioural and Chemical Ecology Department (pl. Wydział Ekologii Behawioralnej i Chemicznej) – zajmuje się poszukiwaniem metod kontroli liczebności szkodników przyjaznych środowisku oraz metod zwiększenia populacji ich naturalnych wrogów. Polem działania jest również ochrona owadów użytkowych, jak np. pszczoła miodna. Głównym zadaniem wydziału jest identyfikacja, opracowywanie i ewaluacja feromonów, allomonów, kairomonów i hormonów wpływających na zachowanie się stawonogów. Wydział jest w związku z tym dobrze wyposażony w aparaturę służącą do analizy chemicznej.
Molecular Biology and Bioinformatics Unit (pl. Jednostka Biologii Molekularnej i Bioinformatyki) – zajmuje się badaniami w takich dziedzinach jak: ekologia roślin, choroby zwierząt, genetyka populacji, diagnostyka, genomika czy bioinformatyka.

## Publikacje
ICIPE publikuje, ukazujące się kwartalnie, czasopismo naukowe International Journal of Tropical Insect Science, które dawniej ukazywało się pod nazwą Insect Science and Its Application.